# لويس مولينا (لاعب اتحاد الرغبي)
لويس مولينا (بالإسبانية: Luis Molina)‏ هو لاعب اتحاد الرغبي أرجنتيني، ولد في 3 نوفمبر 1959 في سان ميغيل دي توكومان في الأرجنتين.

## وصلات خارجية
- لويس مولينا عل موقع إسبنسكروم (الإنجليزية)